# Strajk powszechny robotników rolnych w Polsce (1919)
Strajk powszechny robotników rolnych w Polsce – strajk powszechny robotników rolnych, do którego doszło na przełomie 1918 i 1919 r. na Lubelszczyźnie, Kielecczyźnie, zachodnim Mazowszu i Wielkopolsce.
Robotnicy rolni pod wpływem rewolucji w Rosji, dążyli do parcelowania ziemi należącej do majątków ziemiańskich, jednak dzięki zaangażowaniu socjalistów ograniczono roszczenia i powołano Związek Zawodowy Robotników Rolnych, który miał walczyć o regulacje praw obu stron.
Pomimo nacisków komunistów i partii ludowych, centrala Związku Zawodowego Robotników Rolnych nie ogłosiła strajku generalnego, w związku z czym doszło do spontanicznych, ale kierowanych przez komunistów i ludowców strajków. Sejm głosami prawicy i partii ludowych ogłosił jednocześnie wprowadzenie stanu wyjątkowego, dzięki czemu aresztowano wszystkich zaangażowanych w kierowanie wystąpieniami. 
W  rezultacie strajków robotnicy rolni doprowadzili do podpisania umów zbiorowych, które wprowadziły m.in. podwyżki płac, skrócenie dnia roboczego i częściowe ubezpieczenie socjalne.